# Andrea Hejlskov
 Der er for få eller ingen kildehenvisninger i denne artikel, hvilket er et problem. Du kan hjælpe ved at angive troværdige kilder til de påstande, som fremføres i artiklen.

Andrea Hejlskov (født 1975 i Skive) er en dansk forfatter, foredragsholder og samfundsdebattør. Andrea Hejlskov skriver primært i genren autofiktion og er kendt for at skrive om så forskellige emner som selviscenesættelse på sociale medier, livet i vildmarken, heksekraft, skizofreni, kapitalismekritik og klimakrise.

## Udgivelser
- En facebookbiografi (2009)
- Og den store flugt (2013)
- Vølve (2021)
- Völuspá (2024)
- Heksenes bog (2025)

## Galleri
| - Hejlskov i 2025 - Andrea Hejlskov, 2025 |